# (17240) Gletorrence
(17240) Gletorrence (2000 EK95) – planetoida z pasa głównego asteroid okrążająca Słońce w ciągu 3,46 lat w średniej odległości 2,29 j.a. Odkryta 9 marca 2000 roku.